# Liste der Baudenkmäler in Jettenbach (Oberbayern)
Auf dieser Seite sind die Baudenkmäler in der oberbayerischen Gemeinde Jettenbach zusammengestellt. Diese Tabelle ist eine Teilliste der Liste der Baudenkmäler in Bayern. Grundlage ist die Bayerische Denkmalliste, die auf Basis des Bayerischen Denkmalschutzgesetzes vom 1. Oktober 1973 erstmals erstellt wurde und seither durch das Bayerische Landesamt für Denkmalpflege geführt wird. Die folgenden Angaben ersetzen nicht die rechtsverbindliche Auskunft der Denkmalschutzbehörde.

## Baudenkmäler nach Ortsteilen

### Jettenbach
| Lage                                                              | Objekt                                             | Beschreibung | Akten-Nr.              | Bild           |
| ----------------------------------------------------------------- | -------------------------------------------------- | --- | ---------------------- | -------------- |
| Am Schloßberg 2 (Standort)                                        | Wohnhausgruppe                                     | Ehemals zur Schlossökonomie gehörig, zweigeschossiger dreiteiliger Flachdachriegel, im Kern 17./18. Jahrhundert, nach Brand 1855 erneuert. | D-1-83-122-4 Wikidata  | BW             |
| Am Schloßberg 5; 4; 6 (Standort)                                  | Schloss Jettenbach                                 | Zweigeschossige Vierflügelanlage mit Walmdächern, Steherker, Treppenturm, Durchfahrt und Laubengang, im Kern 16. Jahrhundert, im 18. Jahrhundert barocker Ausbau, 1855 nach Brand vereinfacht wiederhergestellt; im Südflügel katholische Schlosskapelle St. Vitus, rechteckiger Saalbau mit südseitigem schmalem Turm, 17. Jahrhundert, 1734 barockisiert, 1923 erweitert; mit Ausstattung; Schlossgartenmauer, erste Hälfte 18. Jahrhundert, beim Südflügel. | D-1-83-122-3 Wikidata  | weitere Bilder |
| Am Schloßberg 10; 11; 9 (Standort)                                | Schlossgarten                                      | Westlicher Rest der barocken ummauerten Gartenanlage, nach 1700 neu gestaltet; Gartenloggia, sogenannte Galerie, Korbbogenarkadenhalle, von zwei großen Eckpavillons mit Giebelausbildungen flankiert, 17. Jahrhundert, bis um 1950 Halle zweigeschossig; Gartenmauer, barocke Einfriedungsmauer, 17. Jahrhundert. | D-1-83-122-5 Wikidata  | BW             |
| Am Schloßberg 10; Am Schloßberg 9; Am Schloßberg 11 ()            | Wohnhaus                                           | zweigeschossiger Satteldachbau über winkelförmigem Grundriss mit Holzverschalung, im skandinavischen Stil, von Johannes Ludwig, 1947–49; Holzlege, eingeschossiger Satteldachbau mit Pergola | D-1-83-122-23          |                |
| Am Schloßberg 12 (Standort)                                       | Kapelle, sogenannte Annakapelle                    | Kleiner putzgegliederter Satteldachbau, 18. Jahrhundert. | D-1-83-122-2           | BW             |
| Grünthaler Straße 1 (Standort)                                    | Ehemaliges gräfliches Amtshaus                     | Zweigeschossiger barocker Krüppelwalmdachbau mit Putzgliederung, um 1750, im Kern 16. Jahrhundert; Stadel, Flachsatteldachstadel mit Bundwerk und massivem Erdgeschoss, Mitte 18. Jahrhundert. | D-1-83-122-7 Wikidata  | BW             |
| Grünthaler Straße 4/6/8 (Standort)                                | Gesindehaus                                        | Ehemaliges Bedienstetenhaus, zweigeschossiger Krüppelwalmdachbau mit Putzgliederung, erste Hälfte 18. Jahrhundert. | D-1-83-122-8 Wikidata  | BW             |
| Grünthaler Straße 19 (Standort)                                   | Kleinhaus                                          | Erdgeschossiger Steilsatteldachbau mit Dachhäuschen, erste Hälfte 19. Jahrhundert. | D-1-83-122-11 Wikidata | BW             |
| Grünthaler Straße 21 (Standort)                                   | Wohnstallhaus                                      | Zweigeschossiger unverputzter Tuffsteinbau mit Flachsatteldach und Blockbau-Kniestock, um 1850. | D-1-83-122-12 Wikidata | BW             |
| Grünthaler Straße 25 (Standort)                                   | Ehemaliges gräfliches Forst- und Jägerhaus         | Zweigeschossiger barocker Steilwalmdachbau mit Putzgliederung, bezeichnet mit „1733“. | D-1-83-122-13 Wikidata | BW             |
| Hauptstraße 8 (Standort)                                          | Ehemaliger Zehntstadel                             | Mächtiger Ziegelbau mit Schopfwalmdach, 1758, ursprünglich verputzt. | D-1-83-122-6 Wikidata  | BW             |
| Pfarrweg 1 (Standort)                                             | Ehemaliges Kuratenhaus und Schlossbenefiziatenhaus | Zweigeschossiger barocker Steilsatteldachbau mit Putzgliederung, Mitte 18. Jahrhundert, im Kern vor 1626. | D-1-83-122-10 Wikidata | BW             |
| Von Jettenbach über Bahnhof Jettenbach nach Grafengars (Standort) | Kapelle, sogenannte Apolloniakapelle               | Kleiner putzgegliederter Satteldachbau, 1765. | D-1-83-122-1 Wikidata  | BW             |

### Grafengars
| Lage                      | Objekt                                                    | Beschreibung | Akten-Nr.              | Bild |
| ------------------------- | --------------------------------------------------------- | --- | ---------------------- | ---- |
| Dorfstraße 2 (Standort)   | Wohnstallhaus des Dreiseithofes, sogenannter Obermeierhof | Zweigeschossiger Flachsatteldachbau mit Kniestock und Gitterbundwerk über dem Wirtschaftsteil, Mitte 19. Jahrhundert, später erhöht; Stadel, zweitenniger Gitterbundwerkstadel mit Flachsatteldach und westlichem Giebel sowie Erdgeschoss aus Bruchstein, bezeichnet mit „1848“. | D-1-83-122-18 Wikidata | BW   |
| Dorfstraße 7/9 (Standort) | Ehemaliges Bauernhaus                                     | Zweigeschossiger Mitterstallhaus mit Flachsatteldach, Putzgliederung und Traufbundwerk am Wirtschaftsteil, um 1840. | D-1-83-122-17 Wikidata | BW   |
| Dorfstraße 11 (Standort)  | Katholische Filialkirche St. Michael                      | Gotischer Saalbau mit polygonalem Chorschluss, 15. Jahrhundert, auf romanischem Kern, 1746 verändert und barockisiert; mit Ausstattung. | D-1-83-122-15 Wikidata | BW   |
| Mühlenweg 5/7 (Standort)  | Ehemalige Schixolsmühle                                   | Kleinbauernhaus, erdgeschossiger Frackdachbau mit südlichem verbrettertem Blockbaukniestock, zweite Hälfte 18. Jahrhundert. | D-1-83-122-16 Wikidata | BW   |

### Haberthal
| Lage                   | Objekt | Beschreibung | Akten-Nr.     | Bild |
| ---------------------- | ------ | --- | ------------- | ---- |
| Haberthal 1 (Standort) | Stadel | Ostflügel des Vierseithofs, Flachsatteldachstadel mit massivem Erdgeschoss, Durchfahrt und Bundwerkobergeschoss, zweites Viertel 19. Jahrhundert. | D-1-83-122-19 | BW   |

### Holzhausen
| Lage                    | Objekt     | Beschreibung                                    | Akten-Nr.     | Bild |
| ----------------------- | ---------- | ----------------------------------------------- | ------------- | ---- |
| Holzhausen 1 (Standort) | Hofkapelle | Kleiner offener Satteldachbau, 19. Jahrhundert. | D-1-83-122-20 | BW   |